# Сокровище (фильм, 1923)
«Сокровище» (нем. Der Schatz) — немой немецкий кинофильм, дебютная работа кинорежиссёра Георга Вильгельма Пабста, вышедшая на экраны в 1923 году. Экранизация романа Рудольфа Ханса Барча.

## Сюжет
Дело происходит в местности, опустошённой в 1683 году в результате турецкого нашествия. Мастер по отливке колоколов занимает одно из немногочисленных уцелевших зданий. Когда к нему является пришлый ювелир Арно, приглашённый, чтобы покрыть новый колокол позолотой, мастер рассказывает легенду о том, что где-то здесь был спрятан от турок императорский клад. Светеленц, помощник мастера, увлекается идеей отыскать сокровище и начинает для этого испытывать различные «мистические» способы. Арно, влюблённый в дочь хозяина, использует более рациональные методы поиска и вскоре добивается успеха. Однако мастер и Светеленц не настроены делиться найденным...

## В ролях
- Альберт Штайнрюк — Светозар, колокольных дел мастер
- Люси Маннхайм — Беата, его дочь
- Илка Грюнинг — Анна, его жена
- Вернер Краус — Светеленц, его помощник
- Ганс Браузеветтер — Арно, золотых дел мастер

## Художественные особенности
Историк кино Лотта Эйснер отмечает использование Пабстом стилистики киноэкспрессионизма, что неожиданно для режиссёра, известного своими реалистическими картинами, и указывает на противоречивый характер фильма:
...поражает тот факт, что Пабст, который впоследствии прославился виртуозным искусством монтажа, здесь довольно монотонно нанизывает один кадр на другой... Каждая ситуация разбирается слишком обстоятельно, так как Пабст хочет как можно точнее изучить психологические реакции своих персонажей, а это полностью противоречит требованиям экспрессионизма, предающего анафеме любую психологию. Из-за этого и возникает ощутимый контраст с выдержанным в экспрессионистской манере стилем картины. С другой стороны, в натуралистичной игре актёров мы уже чувствуем ту аналитическую манеру работы, которую Пабст впоследствии сделает своим фирменным знаком.Лотта Эйснер, Демонический экран. — М.: Rosebud, 2023. — С. 139.